# Monterey Grand Prix 2020
Navigation
Édition précédente Édition suivante
Le Grand Prix de Monterey 2020 (officiellement appelé 2020 WeatherTech Raceway Laguna Seca) a été une course de voitures de sport organisée sur le WeatherTech Raceway Laguna Seca à Monterey en Californie, aux États-Unis qui s'est déroulée du 30 octobre 2020 au 1er novembre 2020. Il s'agissait de la dixième manche du championnat United SportsCar Championship 2020 et toutes les catégories de voitures du championnat ont participé à la course.

## Course

### Classement de la course
Voici le classement provisoire au terme de la course.
- Les vainqueurs de chaque catégorie sont signalés par un fond jauni.
- Pour la colonne Pneus, il faut passer le curseur au-dessus du modèle pour connaître le manufacturier de pneumatiques.

| Pos | Classe | no  | Écurie                                                   | Pilotes                                     | Châssis                         | Pneus | Tours | Temps               |
| Pos | Classe | no  | Écurie                                                   | Pilotes                                     | Moteur                          | Pneus | Tours | Temps               |
| --- | ------ | --- | -------------------------------------------------------- | ------------------------------------------- | ------------------------------- | ----- | ----- | ------------------- |
| 1   | DPi    | 7   | Acura Team Penske                                        | Hélio Castroneves Ricky Taylor              | Acura ARX-05                    | M     | 119   | 2 h 40 min 48 s 146 |
| 1   | DPi    | 7   | Acura Team Penske                                        | Hélio Castroneves Ricky Taylor              | Acura AR35TT 3,5 l V6 Turbo     | M     | 119   | 2 h 40 min 48 s 146 |
| 2   | DPi    | 6   | Acura Team Penske                                        | Dane Cameron Juan Pablo Montoya             | Acura ARX-05                    | M     | 119   | + 0 s 487           |
| 2   | DPi    | 6   | Acura Team Penske                                        | Dane Cameron Juan Pablo Montoya             | Acura AR35TT 3,5 l V6 Turbo     | M     | 119   | + 0 s 487           |
| 3   | DPi    | 31  | Whelen Engineering Racing                                | Felipe Nasr Pipo Derani                     | Cadillac DPi-V.R                | M     | 119   | + 1 s 498           |
| 3   | DPi    | 31  | Whelen Engineering Racing                                | Felipe Nasr Pipo Derani                     | Cadillac 5,5 l V8 Atmo          | M     | 119   | + 1 s 498           |
| 4   | DPi    | 55  | Mazda Motorsports                                        | Jonathan Bomarito Harry Tincknell           | Mazda RT24-P                    | M     | 119   | + 3 s 344           |
| 4   | DPi    | 55  | Mazda Motorsports                                        | Jonathan Bomarito Harry Tincknell           | Mazda MZ-2.0T 2,0 l I4 Turbo    | M     | 119   | + 3 s 344           |
| 5   | DPi    | 77  | Mazda Motorsports                                        | Oliver Jarvis Tristan Nunez                 | Mazda RT24-P                    | M     | 119   | + 4 s 095           |
| 5   | DPi    | 77  | Mazda Motorsports                                        | Oliver Jarvis Tristan Nunez                 | Mazda MZ-2.0T 2,0 l I4 Turbo    | M     | 119   | + 4 s 095           |
| 6   | DPi    | 10  | Konica Minolta Cadillac DPi-V.R                          | Renger van der Zande Ryan Briscoe           | Cadillac DPi-V.R                | M     | 119   | + 22 s 411          |
| 6   | DPi    | 10  | Konica Minolta Cadillac DPi-V.R                          | Renger van der Zande Ryan Briscoe           | Cadillac 5,5 l V8 Atmo          | M     | 119   | + 22 s 411          |
| 7   | DPi    | 5   | Mustang Sampling Racing avec JDC Miller Motorsports      | Tristan Vautier Sébastien Bourdais          | Cadillac DPi-V.R                | M     | 118   | + 1 tour            |
| 7   | DPi    | 5   | Mustang Sampling Racing avec JDC Miller Motorsports      | Tristan Vautier Sébastien Bourdais          | Cadillac 5,5 l V8 Atmo          | M     | 118   | + 1 tour            |
| 8   | DPi    | 85  | JDC Miller Motorsports                                   | Stephen Simpson Matheus Leist (en)          | Cadillac DPi-V.R                | M     | 116   | + 3 tours           |
| 8   | DPi    | 85  | JDC Miller Motorsports                                   | Stephen Simpson Matheus Leist (en)          | Cadillac 5,5 l V8 Atmo          | M     | 116   | + 3 tours           |
| 9   | GTLM   | 912 | Porsche GT Team                                          | Earl Bamber Laurens Vanthoor                | Porsche 911 RSR-19              | M     | 113   | + 6 tours           |
| 9   | GTLM   | 912 | Porsche GT Team                                          | Earl Bamber Laurens Vanthoor                | Porsche 4,2 L Flat-6 Atmo       | M     | 113   | + 6 tours           |
| 10  | GTLM   | 3   | Corvette Racing                                          | Antonio García Jordan Taylor Nicky Catsburg | Chevrolet Corvette C8.R         | M     | 113   | + 6 tours           |
| 10  | GTLM   | 3   | Corvette Racing                                          | Antonio García Jordan Taylor Nicky Catsburg | Chevrolet LT 5,5 l V8 Atmo      | M     | 113   | + 6 tours           |
| 11  | GTLM   | 911 | Porsche GT Team                                          | Nick Tandy Frédéric Makowiecki              | Porsche 911 RSR-19              | M     | 112   | + 7 tours           |
| 11  | GTLM   | 911 | Porsche GT Team                                          | Nick Tandy Frédéric Makowiecki              | Porsche 4,2 L Flat-6 Atmo       | M     | 112   | + 7 tours           |
| 12  | GTLM   | 24  | BMW Team RLL                                             | Jesse Krohn John Edwards                    | BMW M8 GTE                      | M     | 112   | + 7 tours           |
| 12  | GTLM   | 24  | BMW Team RLL                                             | Jesse Krohn John Edwards                    | BMW S63 4,0 l V8 Bi-Turbo       | M     | 112   | + 7 tours           |
| 13  | GTLM   | 25  | BMW Team RLL                                             | Bruno Spengler Connor De Phillippi          | BMW M8 GTE                      | M     | 112   | + 7 tours           |
| 13  | GTLM   | 25  | BMW Team RLL                                             | Bruno Spengler Connor De Phillippi          | BMW S63 4,0 l V8 Bi-Turbo       | M     | 112   | + 7 tours           |
| 14  | GTLM   | 4   | Corvette Racing                                          | Oliver Gavin Tommy Milner                   | Chevrolet Corvette C8.R         | M     | 112   | + 7 tours           |
| 14  | GTLM   | 4   | Corvette Racing                                          | Oliver Gavin Tommy Milner                   | Chevrolet LT 5,5 l V8 Atmo      | M     | 112   | + 7 tours           |
| 15  | GTD    | 86  | Meyer Shank Racing avec Curb Agajanian Performance Group | Mario Farnbacher Matt McMurry               | Acura NSX GT3 Evo               | M     | 108   | + 11 tours          |
| 15  | GTD    | 86  | Meyer Shank Racing avec Curb Agajanian Performance Group | Mario Farnbacher Matt McMurry               | Acura 3,5 l V6 Turbo            | M     | 108   | + 11 tours          |
| 16  | GTD    | 96  | Turner Motorsport                                        | Bill Auberlen Robby Foley                   | BMW M6 GT3                      | M     | 108   | + 11 tours          |
| 16  | GTD    | 96  | Turner Motorsport                                        | Bill Auberlen Robby Foley                   | BMW P63 4,4 l V8 Turbo          | M     | 108   | + 11 tours          |
| 17  | GTD    | 57  | Heinricher Racing avec Curb Agajanian Performance Group  | Álvaro Parente Misha Goikhberg              | Acura NSX GT3 Evo               | M     | 108   | + 11 tours          |
| 17  | GTD    | 57  | Heinricher Racing avec Curb Agajanian Performance Group  | Álvaro Parente Misha Goikhberg              | Acura 3,5 l V6 Turbo            | M     | 108   | + 11 tours          |
| 18  | GTD    | 23  | The Heart of Racing                                      | Ian James Roman De Angelis                  | Aston Martin Vantage AMR GT3    | M     | 108   | + 11 tours          |
| 18  | GTD    | 23  | The Heart of Racing                                      | Ian James Roman De Angelis                  | Aston Martin 4,0 l V8 Bi-Turbo  | M     | 108   | + 11 tours          |
| 19  | GTD    | 44  | GRT Magnus                                               | John Potter Andy Lally                      | Lamborghini Huracán GT3 Evo     | M     | 108   | + 11 tours          |
| 19  | GTD    | 44  | GRT Magnus                                               | John Potter Andy Lally                      | Lamborghini 5,2 l V10 Atmo      | M     | 108   | + 11 tours          |
| 20  | GTD    | 16  | Wright Motorsports                                       | Ryan Hardwick Patrick Long                  | Porsche 911 GT3R                | M     | 108   | + 11 tours          |
| 20  | GTD    | 16  | Wright Motorsports                                       | Ryan Hardwick Patrick Long                  | Porsche 4,2 L Flat-6 Atmo       | M     | 108   | + 11 tours          |
| 21  | GTD    | 63  | Scuderia Corsa                                           | Cooper MacNeil Alessandro Balzan            | Ferrari 488 GT3                 | M     | 108   | + 11 tours          |
| 21  | GTD    | 63  | Scuderia Corsa                                           | Cooper MacNeil Alessandro Balzan            | Ferrari F154CB 3,9 l V8 Turbo   | M     | 108   | + 11 tours          |
| 22  | GTD    | 12  | AIM Vasser-Sullivan                                      | Frankie Montecalvo Townsend Bell            | Lexus RC F GT3                  | M     | 107   | + 12 tours          |
| 22  | GTD    | 12  | AIM Vasser-Sullivan                                      | Frankie Montecalvo Townsend Bell            | Lexus 5,0 l V8                  | M     | 107   | + 12 tours          |
| 23  | GTD    | 74  | Riley Motorsports                                        | Gar Robinson Lawson Aschenbach              | Mercedes-AMG GT3                | M     | 107   | + 12 tours          |
| 23  | GTD    | 74  | Riley Motorsports                                        | Gar Robinson Lawson Aschenbach              | Mercedes-AMG M159 6,2 l V8      | M     | 107   | + 12 tours          |
| 24  | GTD    | 30  | Team Hardpoint                                           | Rob Ferriol Spencer Pumpelly                | Audi R8 LMS GT3                 | M     | 107   | + 12 tours          |
| 24  | GTD    | 30  | Team Hardpoint                                           | Rob Ferriol Spencer Pumpelly                | Audi 5,2 l V10 Atmo             | M     | 107   | + 12 tours          |
| 25  | GTD    | 14  | AIM Vasser-Sullivan                                      | Aaron Telitz Jack Hawksworth                | Lexus RC F GT3                  | M     | 107   | + 12 tours          |
| 25  | GTD    | 14  | AIM Vasser-Sullivan                                      | Aaron Telitz Jack Hawksworth                | Lexus 5,0 l V8                  | M     | 107   | + 12 tours          |
| 26  | GTD    | 22  | Gradient Racing                                          | Till Bechtolsheimer Marc Miller (en)        | Acura NSX GT3 Evo               | M     | 106   | + 13 tours          |
| 26  | GTD    | 22  | Gradient Racing                                          | Till Bechtolsheimer Marc Miller (en)        | Acura 3,5 l V6 Turbo            | M     | 106   | + 13 tours          |
| 27  | GTD    | 76  | Compass Racing                                           | Jeff Kingsley Paul Holton                   | McLaren 720S GT3                | M     | 83    | Abandon             |
| 27  | GTD    | 76  | Compass Racing                                           | Jeff Kingsley Paul Holton                   | McLaren M840T 4,0 l V8 Bi-Turbo | M     | 83    | Abandon             |
| 28  | LMP2   | 52  | PR1/Mathiasen Motorsports                                | Patrick Kelly Simon Trummer                 | Oreca 07                        | M     | 67    | Abandon             |
| 28  | LMP2   | 52  | PR1/Mathiasen Motorsports                                | Patrick Kelly Simon Trummer                 | Gibson GK428 4,2 l V8 Atmo      | M     | 67    | Abandon             |

## Pole position et record du tour
- Pole position :
- Meilleur tour en course :

## À noter
- Longueur du circuit : 2,24 mi
- Distance parcourue par les vainqueurs :